# 碗琴
碗琴（わんきん）は、有田焼の茶碗や鉢、湯呑みなどを31個並べ、木琴用のバチで叩く楽器である。
1950年頃、有田タイル社長 和久陶平によって考案、演奏された。当時は14個の有田焼が用いられていた。2002年、大有田焼振興協同組合所属の筒井孝司が31音に発展させた。
茶碗や湯呑み、鉢を並べて叩くだけという極めてシンプルな演奏スタイルである。当初は、器を並べてそのまま叩くスタイルだったが、地元企業によりフレームを付けた形の碗琴が制作された。楽器の構成は、低音が大鉢、中音は茶碗、高音は小さめの湯呑みといったように、それぞれの音階に合った焼物が鍵盤楽器と同じ配列で並べてある。正確な調律が不可能なため、筒井は1万個以上の有田焼を叩いて31音を選び出したという。
茶碗を叩くスティックは、木琴用のマレットを使用する。先端にレースの布が巻かれ、音が硬くなりすぎないように配慮されている。